# Pinctada reeveana
Pinctada reeveana is een tweekleppigensoort uit de familie van de Pteriidae. De wetenschappelijke naam van de soort is voor het eerst geldig gepubliceerd in 1872 door Dunker.